# Hisao Egawa
Hisao Egawa (江川 央生 Egawa Hisao?), nacido el 13 de septiembre de 1962, es uno de los seiyū más prolíficos de Tokio y actualmente se encuentra trabajando para Aoni Production.
Egawa es conocido sobre todo por los roles de Shinichi Maki en Slam Dunk, Geki Kuroiwa en Brave Command Dagwon, Geki Hyūma y Goldymarg en The King of Braves GaoGaiGar, Killer Bee en Naruto Shippuden, y Falco Lombardi en la serie Star Fox.
El tipo de sangre de Hisao es 0.

## Roles

### Animes en televisión
- Aria the Animation (hermano mayor de Akatsuki)
- Black Cat (Nizer Bruckheimer)
- Black Lagoon (Abrego, eps 8-10)
- Bleach (Shrieker)
- Bobobo-bo Bo-bobo (Killalino)
- Brave Command Dagwon (Geki Kuroiwa)
- Burst Angel (Eiji)
- Chaotic (Kaz)
- Chūka Ichiban (Al)
- Digimon Adventure (Ogremon y Machinedramon)
- Dragon Ball Z (Supopobich y otros)
- Dragon Ball Z Kai (Piroshiki)
- Flame of Recca (Tsumemaru)
- Haikyū!!: Karasuno High School vs Shiratorizawa Academy (Keishin Ukai)
- Heat Guy J (Daki)
- InuYasha (Ginkotsu)
- Kaiba (Vanilla)
- Kekkaishi (Yoki)
- The King of Braves GaoGaiGar (Geki Hyūma y Goldymarg)
- Kiteretsu Daihyakka (Nishimura, el chófer de Danpu)
- Konjiki no Gash Bell!! (Dalmos)
- The Law of Ueki (Sakura Suzuki)
- Mobile Suit Gundam 00 (Arthur Goodman)
- Nanatsu no Umi no Tico (Sebachiarno)
- Naruto (Fukusuke Hikyakuya)
- Naruto Shippuden (Killer Bee)
- One Piece (Kuroobi, Corgy y Colt)
- Oshi no Ko (Ichigo Saitō)
- Overman King Gainer (Yassaba Ginn)
- Persona -trinity soul- (Kunio Itō)
- Pokémon (supervisor de la construcción)
- Sakura Wars (Rasetsu)
- Sgt. Frog (Ukkii)
- Shaman King (Mosuke)
- Shining Tears X Wind (Jin-Crow)
- Shinzo (Eilis)
- Shōnan Jun'ai Gumi (Mitsuaki Ōkubo)[1]
- Slam Dunk (Shin'ichi Maki)
- Slayers TRY (Gravos Maunttop)
- Transformers: Cybertron (revisor/Leobreaker)
- Viewtiful Joe (Alan Keys)
- Xenosaga: The Animation (Andrew)
- Yu-Gi-Oh! Duel Monsters GX (voz masculina de Yubel)

### OVAs
- Black Lagoon: Roberta's Blood Trail (Abrego, ep 2)

### Cine de animación
- Animal Crossing: La Película (película basada en la serie de videojuegos Animal Crossing) (Daruman/Hooper)
- Saikyō e no michi (Sargento Metallic)
- Ginga Giri-Giri!! Butchigiri no sugoi yatsu (Bido, comentarista Tenkaichi Budokai)
- Kyokugen Battle!! San Dai Super Saiyajin (Androide 14)
- Fatal Fury: La película (Gran Oso)
- Pokémon 4Ever: Celebi - Voice of the Forest (Ursaring)

### Videojuegos
- Dragon Ball Z: Budokai Tenkaichi 2 (comentarista Tenkaichi Budokai, soldado Freeza n.º 2)
- Dragoon Might (Kodama, Suiko, Jaoh, Dogma)
- Fullmetal Alchemist y el ángel caído (Gantz Bresslau)
- Kaiser Knuckle (conocido fuera de Japón como Global Champion) (Gonzales)
- Langrisser I & II (Soun)
- Mega Man Zero 3 (Tretista Kelverian)
- Metal Gear Solid 3: Snake Eater (El Dolor)
- Ninja Gaiden (Gamov)
- Sakura Wars: En sangre caliente (Rasetsu)
- Sengoku Musou 2 (Shimazu Yoshihiro)
- Shining Force Neo (Rhinos)
- Star Fox 64 (Falco Lombardi, Wolf O'Donnell, otros)
- Star Fox: Assault (Falco Lombardi)
- Star Ocean: Hasta el Final del Tiempo (Shelby)
- Super Smash Bros. Melee (Falco Lombardi)
- Super Smash Bros. Brawl (Falco Lombardi, Little Mac)
- Time Crisis 4 (Capitán Marcus Black, Lugarteniente coronel Gregory Barrows)
- Xenosaga Episodio I: Der Wille zur Macht (Andrew Cherenkov)

### Tokusatsu
- Gekisō Sentai Carranger (VV Goriin)
- Kyūkyū Sentai GoGo-V (Gasgail)
- Hyakujū Sentai Gaoranger (Vestido de Novia)
- Tokusō Sentai Dekaranger (Ferley)
- Mahō Sentai Magiranger (Branken)
- Engine Sentai Go-onger (Bus-On)

### Roles de doblaje
- Babylon 5 (Doctor Stephen Franklin (Richard Biggs))
- Calling All Engines (Diesel 10, Derek)
- Double Dragon Neo-Geo (Duke)
- Tomás la locomotora y sus amigos (Scruffey, Cranky, Derek, Troublesome Trucks)
- Casino Royale (Steven Obanno (Isaach De Bankolé))
- Léon (Tonto (Lucius Wyatt Cherokee))
- Transformers: la venganza de los caídos (Jetfire)
- Harry Potter y el misterio del príncipe (Fenrir Greyback)
- Predators como Mombasa
- Surf's Up 2: WaveMania como J.C.